# Oleria peruvicola
Oleria peruvicola är en fjärilsart som beskrevs av Embrik Strand 1912. Oleria peruvicola ingår i släktet Oleria och familjen praktfjärilar. Inga underarter finns listade i Catalogue of Life.